# Neopauesia manipurensis
Neopauesia manipurensis är en stekelart som beskrevs av Paonam och Singh 1988. Neopauesia manipurensis ingår i släktet Neopauesia och familjen bracksteklar. Inga underarter finns listade i Catalogue of Life.